# Homogyna sanguicosta
Homogyna sanguicosta là một loài bướm đêm thuộc họ Sesiidae. Nó được tìm thấy ở Cameroon, Zambia và Zimbabwe.